# 447 av. J.-C.
Cette page concerne l'année 447 av. J.-C. du calendrier julien proleptique.

## Événements
- 27 octobre : début à Rome du consulat de M. Geganius Macerinus et C. Iulius (Iullus?)[1].

- Début de la construction du Parthénon à Athènes (fin en 432 av. J.-C.) par les architectes Ictinos et Callicratès sous la direction du sculpteur Phidias[2].

- À Rome, les questeurs cessent d'être désignés par les consuls pour être désormais élus chaque année par les comices tributes[3].